# Dimos Papagou-Cholargos
Dimos Papagou-Cholargos (Papagou-Cholargos) är en kommun i Grekland.   Den ligger i prefekturen Nomarchía Athínas och regionen Attika, i den sydöstra delen av landet, 8 km öster om huvudstaden Aten. Antalet invånare är 44 539. Arean är 8,6 kvadratkilometer.
Terrängen i Dimos Papagou-Cholargos är platt åt nordväst, men åt sydost är den kuperad.